# Mononchus superbus
Mononchus superbus är en rundmaskart som beskrevs av Mulvey 1978. Mononchus superbus ingår i släktet Mononchus och familjen Mononchidae. Inga underarter finns listade i Catalogue of Life.